# Hydractinia symbiopollicaris
Hydractinia symbiopollicaris is een hydroïdpoliep uit de familie Hydractiniidae. De poliep komt uit het geslacht Hydractinia. Hydractinia symbiopollicaris werd in 1989 voor het eerst wetenschappelijk beschreven door Buss & Yund. 